# 梦创时代

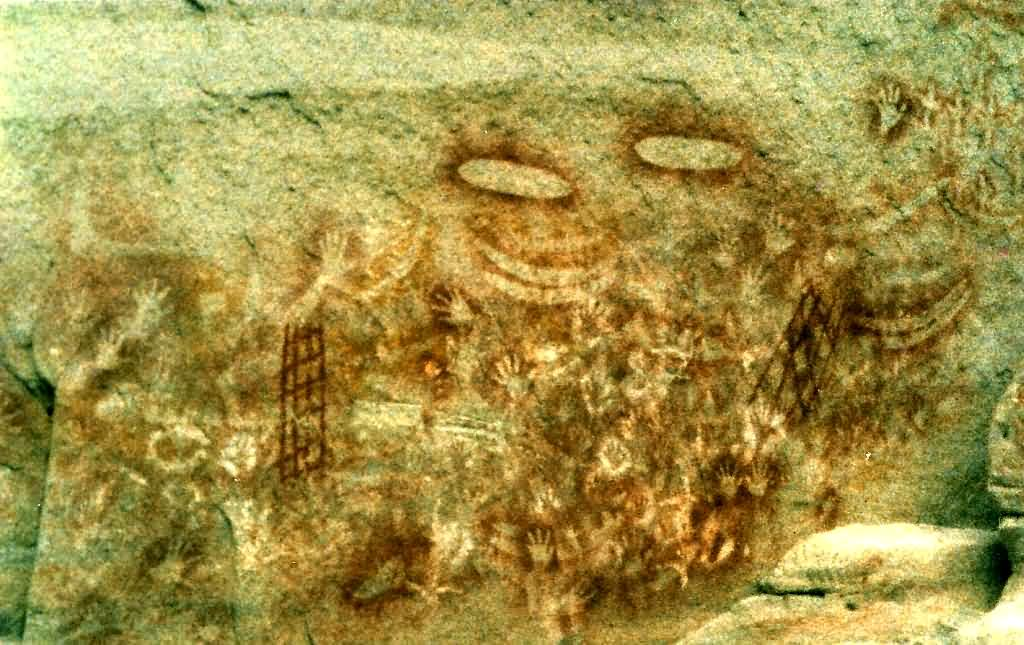
卡那封峡谷的岩版艺术，可能是纪念、标志或诉诸图腾祖先或梦境故事的记录

“梦创时代”（The Dreaming），也被称为“梦时代”（Dreamtime），是早期人类学家创造的一个术语，用来指代被归属于澳大利亚原住民信仰的宗教文化世界观。最初由弗朗西斯·吉伦（Francis Gillen）使用，很快被他的同事鲍德温·斯宾塞（Baldwin Spencer）采用，随后由A. P. 埃尔金（Elkin）普及，但他后来修订了自己的观点。
“梦时代”用于代表原住民的“永恒时刻”（Everywhen）概念，在此期间，土地被祖先人物居住，这些人物通常具有英雄般的比例或超自然能力。这些人物与神明不同，因为他们不控制物质世界，也不受崇拜，只受到尊敬。梦幻时代的概念随后在其原始的澳大利亚背景之外被广泛采用，并且现在已成为全球流行文化的一部分。
这个术语基于对阿兰达人（Aranda，又称Arunta、Arrernte）的中澳大利亚阿兰迪克（Arandic）词语“阿尔切林加”（alcheringa）的演绎，尽管有人认为这是基于误解或误译。一些学者建议，这个词的意思更接近于“永恒的、未创造的”。[2] 人类学家威廉·斯坦纳（William Stanner）表示，对于非原住民来说，最好将这个概念理解为“一系列复杂的含义”。“朱库尔帕”则是（Jukurrpa）沃尔皮里（Warlpiri）人和西部沙漠文化集团其他民族广泛使用的术语。
到了20世纪90年代，“梦时代”在流行文化中获得了自己的影响力，基于对澳大利亚神话的理想化或虚构化概念。自1970年代以来，“梦时代”也通过流行文化和旅游业从学术用途中回归，并且现在在澳大利亚原住民的英语词汇中无处不在，形成了一种“自我实现的学术预言”。  

## 词源
车站站长、地方行政官员和业余人类学家弗朗西斯·吉伦（Francis Gillen）首次在1896年的一份人类学报告中使用了这些术语。与沃尔特·鲍德温·斯宾塞（Walter Baldwin Spencer）合作，吉伦于1899年出版了一部重要著作《澳大利亚中部的原住民部落》（Native Tribes of Central Australia）。在这部作品中，他们将“阿尔切林加”（Alcheringa）描述为“用来指代部落最早传统所涉及的遥远过去的名称”。五年后，在他们的《澳大利亚中部北部部落》（Northern Tribes of Central Australia）中，他们将这个遥远的时代解释为“梦幻时代”，并将其与“梦”（alcheri）这个词联系起来，并确认这个术语也在凯蒂什（Kaitish）和乌纳特杰拉（Unmatjera）族群中流行。

### 阿尔特吉拉

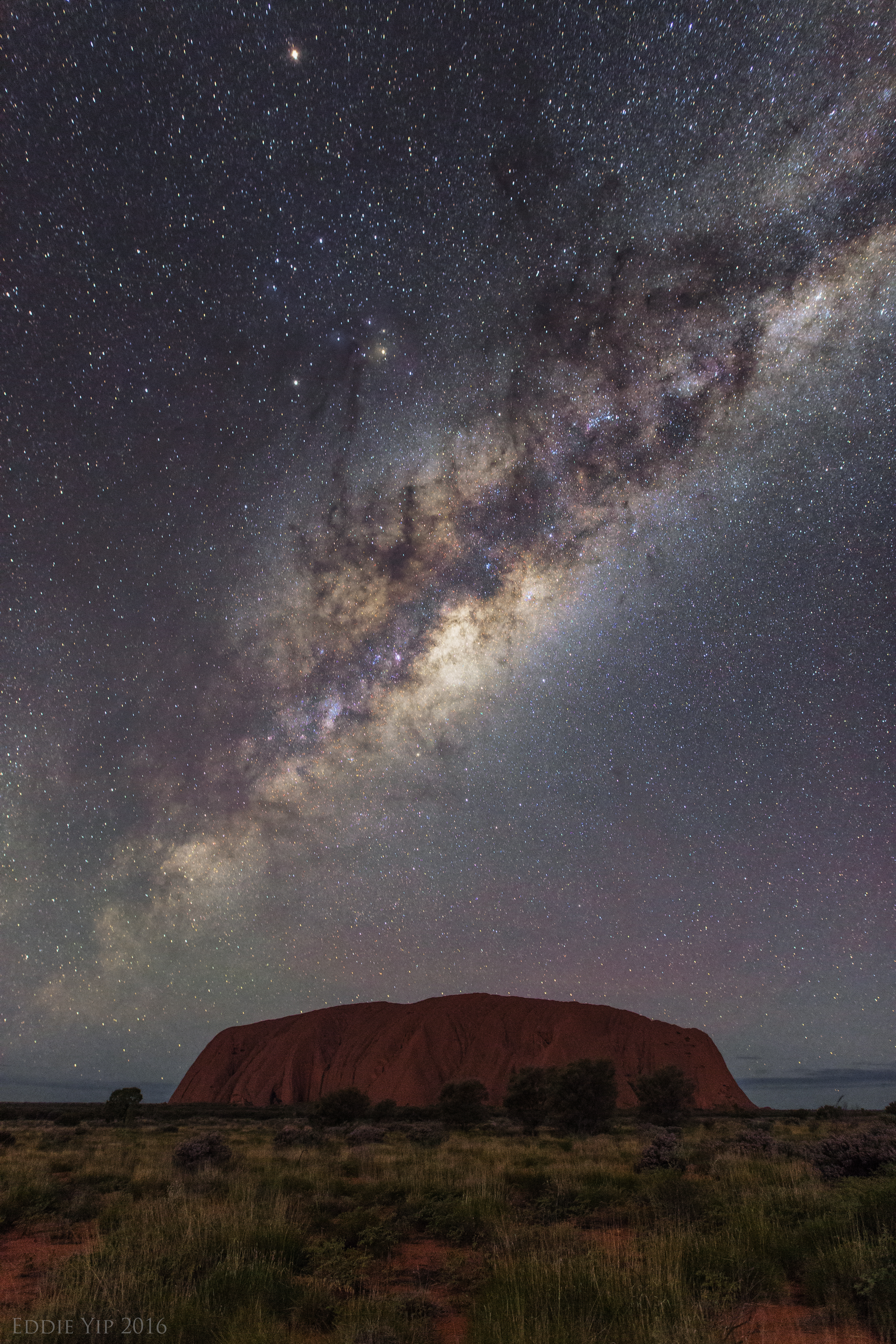
乌鲁鲁上空的银河系。根据卡尔·斯特雷洛的说法，梦创时代将银河系视为一条与造物主神的居所相连的河流。

斯宾塞和吉伦对英文解释的精确性早期就受到德国路德宗牧师和传教士卡尔·斯特雷洛（Carl Strehlow）的质疑，他在1908年的书《阿兰达》（Die Aranda，又称The Arrernte）中表达了这一点。他指出，他的阿伦特（Arrernte）联系人解释altjira（其词源未知）为一个没有起始的永恒存在。在上阿伦特语中，“做梦”的正确动词是altjirerama，字面意思是“看见上帝”。斯特雷洛推测，名词是相对罕见的词altjirrinja，斯宾塞和吉伦给出了错误的转录和错误的词源。斯特雷洛总结道：“土著对‘梦时代’作为其历史某一特定时期的称呼一无所知。”  
斯特雷洛将Altjira或Altjira mara（mara意为‘好’）作为阿伦特人对世界和人类永恒创造者的称呼。斯特雷洛描述他为一个高大强壮、皮肤红色、长着金色长发和鸸鹋腿的男人，拥有许多皮肤红色（腿像狗）的妻子和孩子。在斯特雷洛的描述中，Altjira生活在天空中（那里是一片土地，穿过其中的是银河，一条河）。 
然而，当斯特雷洛写作时，他的联系人已经皈依基督教数十年了，批评者认为阿尔特吉拉已被传教士用作基督教上帝的代词。 
1926年，为了挑战斯特雷洛关于Altjira的结论以及对吉伦和斯宾塞原始工作的隐含批评，斯宾塞进行了一项实地研究。斯宾塞发现了1890年代关于altjira的证据，这些证据将该词解释为“与过去时代相关”或“永恒”，而非“上帝”。 
学者萨姆·吉尔（Sam Gill）发现斯特雷洛对阿尔特吉拉的使用含糊不清，有时描述为至高无上的存在，有时描述为图腾存在，但不一定是至高的。他将这种冲突部分归因于斯宾塞相信的文化进化论，即原住民处于宗教发展的“前阶段”（因此无法相信一个至高的存在），而作为基督教传教士的斯特雷洛则发现对神圣的信仰是传教的有用切入点。 
语言学家大卫·坎贝尔·摩尔对斯宾塞和吉伦的“梦创时代”翻译持批评态度，得出的结论是： 
“梦创时代”是基于“梦”和“阿尔特吉拉”之间的词源联系而产生的误译，这种联系只在有限的地理范围内成立。虽然“阿尔特吉拉”和“梦”之间存在某种语义关系，但认为后者能捕捉“阿尔特吉拉”的本质是一种错觉。

## 其他用语
梦创时代所包含的宗教信仰的复合体也被称为 ：
- 基贾人使用的Ngarrankarni或Ngarrarngkarni [6]
- 瓦爾皮利人以及皮詹賈賈拉語使用的Jukurrpa或Tjukurpa / Tjukurrpa[6] [7] [8] [9]
- Ngarinyin 人使用的Ungud或Wungud [6]
- Martu Wangka语言中的Manguny [6]
- 东北阿纳姆地的Wongar[6]
- 溫纳瓦尔语(Ngunnawal)和雅里戈语(Ngarigo)中的Daramoolen[7]
- Dharug 语中的Nura [7]
- 努雅尔语(Noongar)中的Nyitting [10]

## 翻译及意义
在英语中，人类学家们已经用各种不同的方式翻译通常理解为“梦时代”或“梦幻时代”的词语，包括“永恒时刻”（Everywhen）、“世界黎明”、“祖先的过去”、“祖先的现在”、“祖先的此刻”（讽刺性地）、“时间未定”、“持续发生的事件”或“持续存在的法则”。 
大多数将“梦时代”翻译成其他语言的版本都是基于对“dream”（梦）这个词的翻译。例如，法语中的“Espaces de rêves”（梦境空间）和克罗地亚语中的“Snivanje”（源于表示“做梦”的动词的动名词）。 
“梦时代”的概念用英语术语难以充分解释，并且难以用非原住民文化的术语来阐述。它被描述为“一个全面的概念，提供了生活规则、道德准则，以及与自然环境互动的规则……它提供了一种完整、一体化的生活方式……是一个日常生活中的实际体验”。它囊括了过去、现在和未来。另一种定义认为它代表“人类、植物、动物与土地的物理特征之间的关系；这些关系是如何形成的，它们意味着什么，以及如何在日常生活和仪式中维护这些关系的知识”。据西蒙·赖特（Simon Wright）所说，“对于沃尔皮里人来说，朱库尔帕（jukurrpa）具有广泛的含义，包括他们自己的法律和相关的文化知识体系，以及非土著人所称的‘梦’”。 
一个梦时代往往与特定的地方相关联，也可能属于特定的年龄、性别或皮肤群体。梦时代可能在艺术作品中得到表现，例如，Theo（Faye）Nangala的作品“Pikilyi Jukurrpa”代表了北领地Pikilyi（沃恩泉）的梦时代，并属于Japanangka/Nanpanangka和Japangardi/Napanangka族群。 

## 原住民信仰和文化

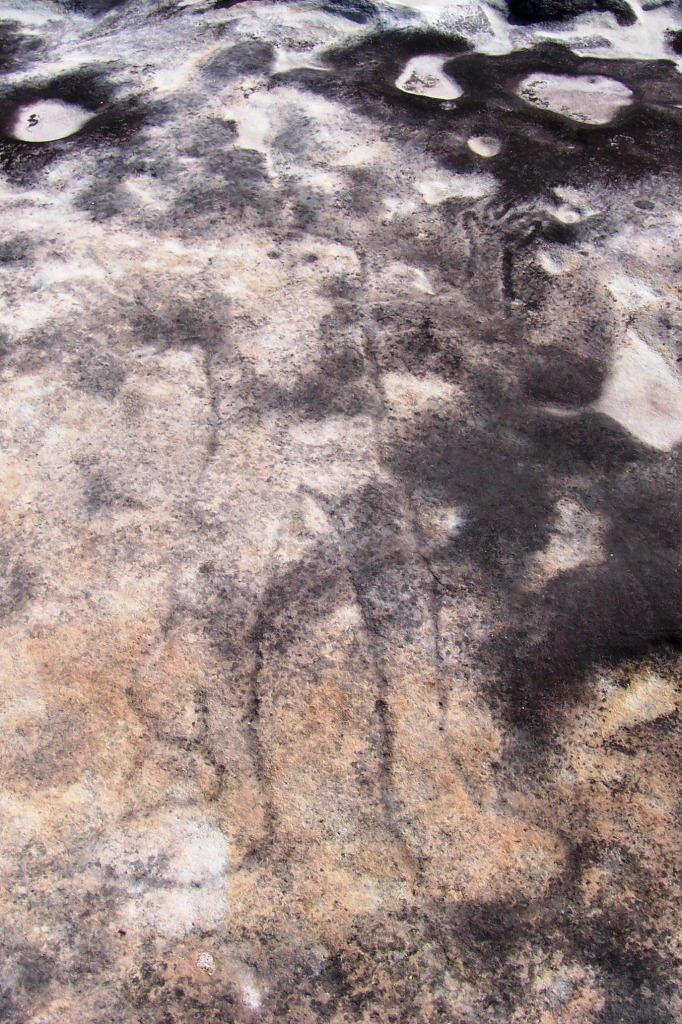
Ku-ring-gai Chase 岩画，途经 Waratah Track，描绘了几个原住民语言群体梦中的拜阿梅 (Baiame) 、造物主神和天父

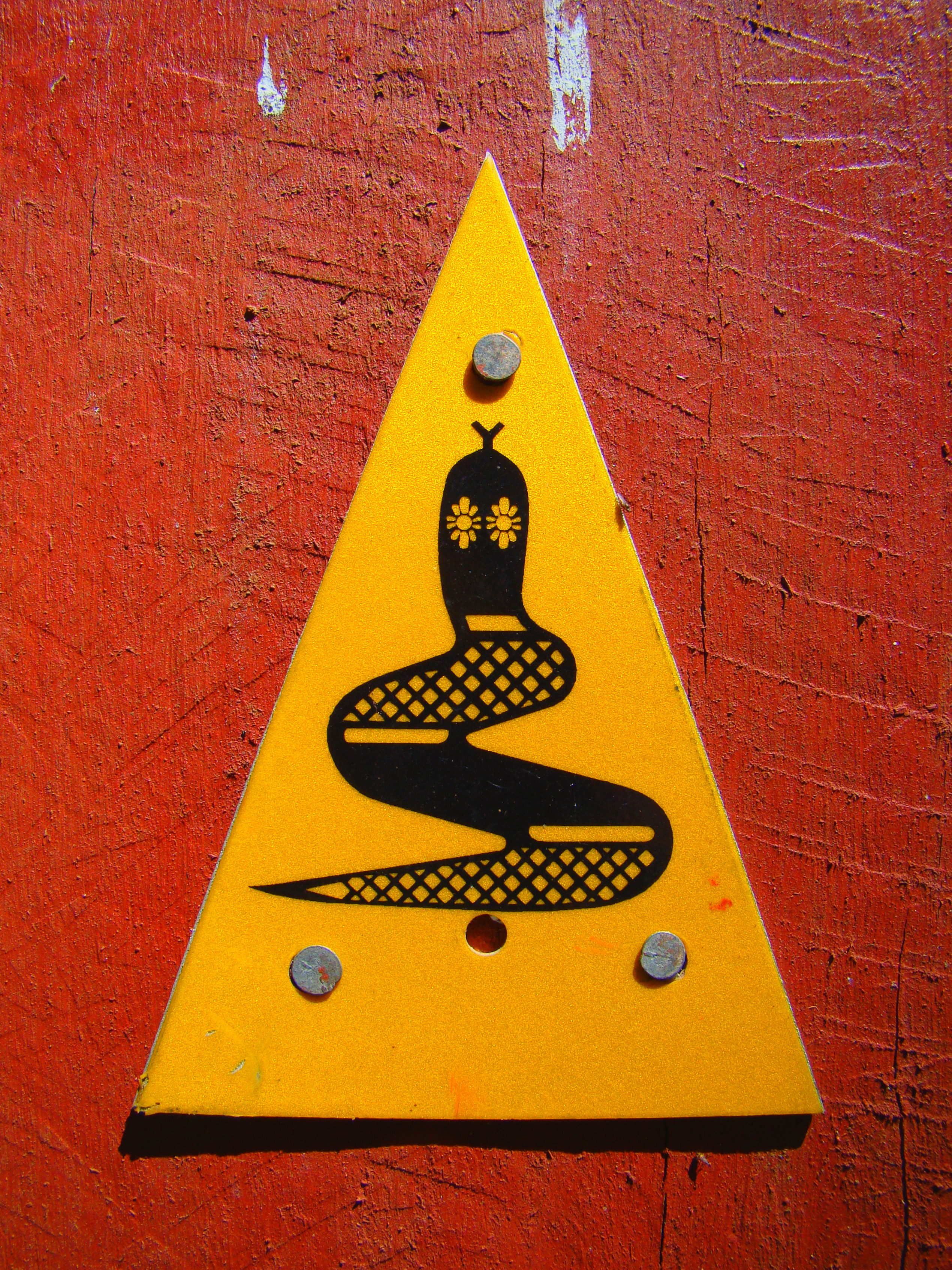
Waugals（中间有一条黑色蛇的黄色三角形）是西澳大利亚州卡拉蒙达和奥尔巴尼之间的官方比布门步道标记。努加尔人相信沃加尔人（Waugal）或瓦吉尔人（Wagyl）创造了天鹅河，并以达令陡坡为代表。

相关实体被Dieri称为Mura-mura ，在Pitjantjatjara称为Tjukurpa 。
“梦”现在也被用作图腾符号系统的术语，因此原住民可以“拥有”特定的梦，例如袋鼠梦、鲨鱼梦、蜜蚁梦、獾梦或梦的任意组合与他们的国家有关。这是因为在梦中，一个人的整个祖先作为一个整体存在，最终导致所有世俗知识都是通过一个人的祖先积累的想法。许多澳大利亚原住民也将世界创造时间称为“梦想时间”。梦境为原住民制定了生活方式。 
创造被认为是文化英雄们的工作，他们穿越了一片无形的土地，在旅行中创造了神圣的地点和重要的兴趣点。通过这种方式，“歌线”（在瓦尔皮利语中称为Yiri）被建立，其中一些甚至可以横跨澳大利亚，穿过六到十个不同的语言族群。这些英雄精神存在的梦幻和旅行路径就是歌线。精神存在的迹象可能是精神本质，也可能是身体印记或足迹等物理遗留物，或是自然界和元素世界中的相似物。
一些居住在梦时代的祖先或精神存在与景观的某些部分，如岩石或树木，融为一体。 生命力的概念通常也与圣地相关联，而在这些地点进行的仪式“是对创造该地点的梦时代事件的再创造”。这些仪式有助于保持该地点的生命力活跃，并持续创造新生命：如果不进行这些仪式，新生命就无法被创造。 
梦存在于个体生命开始之前，并在个体生命结束后继续存在。在生命之前和之后，人们相信这个精神之子存在于梦中，只有通过出生于母亲才被引入生命。据文化理解，孩子的精神在怀孕的第五个月进入发育中的胎儿。 当母亲第一次感觉到孩子在子宫里移动时，人们认为这是母亲所在土地的精神的杰作。出生后，孩子被认为是那部分土地的特殊守护者，并被教授那个地方的故事和歌线。正如沃尔夫（Wolf）在1994年的著作中所述：“一个‘黑人’可能将他的图腾或他的精神来自之地视为他的梦时代。他也可能将部落法律视为他的梦时代。”
在Wangga流派中，歌曲和舞蹈表达了与死亡和再生有关的主题。这些表演是公开进行的，歌手从他们的日常生活中或在梦见nyuidj（死去的灵魂）时创作。
澳大利亚各地的梦时代故事各不相同，围绕着相同主题的变体。特定地点和生物的意义和重要性与其在梦时代的起源紧密相连，某些地方具有特别的力量或梦时代意义。例如，新南威尔士州和西澳大利亚州关于太阳如何形成的故事是不同的。故事涵盖许多主题和话题，包括创造神圣地点、土地、人类、动植物、法律和习俗的故事。在珀斯， Noongar 人相信达令山脉是Wagyl的身体，Wagyl 是一种蜿蜒在土地上的蛇，创造了河流、水道和湖泊，并创造了天鹅河。另一个例子是，卡卡杜国家公园以阿纳姆兰的名字命名的阿纳姆兰的加古朱人相信，公园景观中的砂岩悬崖是在梦幻时期形成的，当时金加（鳄鱼人）在一次仪式中被严重烧伤并跳入水中。水来救自己。

## 笔记
1. ↑  Stanner warned about uncritical use of the term and was aware of its semantic difficulties, while at the same time he continued using it and contributed to its popularisation; according to Swain it is "still used uncritically in contemporary literature". [來源請求]
2. ↑  The Strehlows' informant, Moses (Tjalkabota), was a convert to Christianity, and the adoption of his interpretation suffered from a methodological error, according to Barry Hill, since his conversion made his views on pre-contact beliefs unreliable.

### 引文
1. ↑  Walsh 1979，第33–41頁.
2. ↑  Swain 1993，第21頁.
3. ↑  Hill 2003，第140–141頁.
4. 1 2 3 4  Gill 1998，第93–103頁.
5. ↑  Moore 2016，第85–108頁.
6. 1 2 3 4 5  Nicholls 2014a.
7. 1 2 3  Nicholls 2014b.
8. ↑  . Jukurrpa Designs.   [2 July 2020]. （原始内容存档于2020-07-30）.
9. ↑  Nicholls, Christine Judith. . The Conversation. 22 January 2014  [2 July 2020]. （原始内容存档于2023-10-04）.
10. ↑  . Kaartdijin Noongar.   [2023-03-12]. （原始内容存档于2024-02-01）.
11. ↑  Swain 1993，第21–22頁.
12. ↑  Nicholls 2014c.
13. ↑  . QAGOMA Collection Online Beta.   [18 March 2021]. （原始内容存档于2021-10-16）. Simon Wright, Artlines, no.2, 2018, pp.52–3.
14. ↑  . Catapult Design.   [18 March 2021]. （原始内容存档于2023-03-09）.
15. ↑  Encyclopædia Britannica.
16. ↑  Korff, Jens. . Creative Spirits. 8 February 2019  [2 July 2020]. （原始内容存档于2020-07-30）.
17. ↑  . Working with Indigenous Australians.   [2 July 2020]. （原始内容存档于2020-08-26）.
18. ↑  Bates 1996.
19. ↑  Povinelli 2002，第200頁.

## 进一步阅读
- Goddard, Cliff; Wierzbicka, Anna.  (PDF). Australian Aboriginal Studies. 2015, (1): 34–65  [2024-01-07]. （原始内容存档 (PDF)于2024-01-07）.